# Alejandro Amenábar
Alejandro Amenábar (Santiago, 31 de março de 1972) é um cineasta chileno-espanhol.
Radicado em Madrid desde 1973. Faz estudos de Imagem, estreando-se na realização com La Cabeza (1991), filme premiado na Asociación Independiente de Cineastas Amateurs. Abre los ojos (1997) reúne junto da crítica e do público um consenso muito positivo. Depois de Los Otros (2001) protagonizado por Nicole Kidman, filma com Javier Bardem Mar Adentro (2004) filme galardoado com o Óscar de Melhor Filme Estrangeiro.

## Biografia
Amenábar nasceu em Santiago, Chile. É filho de um pai chileno, Hugo Ricardo Amenábar, e de uma mãe espanhola, Joefina Cantos. Alejandro Amenábar possui ambas cidadanias. Seu pai trabalhava como técnico na General Electric, enquanto sua mãe decidiu permanecer na casa e cuidar de seus filhos. Alejandro é o filho mais novo. Seu irmão mais velho, Ricardo, nasceu em 1969.
Em agosto de 1973, sua família se mudou para Madri, Espanha. Quando Alejandro tinha seis anos, mudaram-se para Paracuellos de Jarama.
Amenábar cresceu em uma cultura católica, mas e tornou agnóstico e, atualmente, ateísta.
Em 2004, Amenábar se assumiu gay. Em 18 de julho de 2015, casou-se com David Blanco. O divórcio foi finalizado em 2019.

## Filmografia
| Ano  | Título original | Título no Brasil   | Título em Portugal |
| 2015 | Regression      | Regressão          | Regressão          |
| 2009 | Agora           | Agora              | Agora              |
| 2004 | Mar adentro     | Mar Adentro        | Mar Adentro        |
| 2001 | The Others      | Os Outros          | Os Outros          |
| 1997 | Abre los ojos   | Preso na Escuridão | De Olhos Abertos   |
| 1996 | Tesis           | Morte ao Vivo      | Tese               |
| 1995 | Luna            |                    |                    |
| 1992 | Himenóptero     |                    |                    |

## Prémios e nomeações
- Ganhou o Óscar de Melhor Filme Estrangeiro, por "Mar adentro" (2004).
- Recebeu uma nomeação de Independent Spirit Awards de Melhor Filme Estrangeiro, por "Mar adentro" (2004).
- Recebeu uma nomeação ao BAFTA de Melhor Argumento Original, por "The Others" (2001).
- Recebeu uma nomeação de European Film Awards de Melhor Realizador, por "Mar adentro" (2004).
- Recebeu uma nomeação do European Film Awards de Melhor Argumento, por "Mar adentro" (2004).
- Recebeu 3 nomeações ao Prêmio Goya de Melhor Realizador, por "Abre los ojos" (1997), "The Others" (2001) e "Mar Adentro" (2004). Venceu por "The Others" e 'Mar Adentro".
- Recebeu 3 nomeações ao Goya de Melhor Argumento Original, por "Tesis" (1996), "Abre los ojos" (1997) e "The Others" (2001). Venceu por "Morte ao Vivo" e "The Others".
- Ganhou o Goya de Melhor Realizador Estreante, por "Tesis" (1996).
- Recebeu 2 nomeações ao Goya de Melhor Banda Sonora, por "Abre los ojos" (1997) e "The Others" (2001).
- Ganhou o Grande Prémio do Júri no Festival de Veneza, por "Mar adentro" (2004).
- Ganhou uma Menção Especial na mostra Panorama do Festival de Berlim, por "Abre los ojos" (1997).